# ديفيد موتا
ديفيد موتا (بالإسبانية: David Mota)‏ هو لاعب دوري الرغبي إسباني، ولد في 13 أكتوبر 1985 في مدريد في إسبانيا.